# Стари Угљевик
Стари Угљевик је насељено мјесто у општини Угљевик, Република Српска, БиХ. Према попису становништва из 1991. у насељу је живјело 1.126 становника.

## Историја
Насеље Угљевик се спомиње у првом Турском попису 1533. године, што је уједно и прво сигурно помињање Угљевика у историјским изворима.
У поменутом турском дефтеру наводи се да села Лаб-дереси, Угљевик и Стрница припадају Теочаку, са 4 муслиманске, 27 хришћанских кућа и 3 неожењена те да су тимар Мирувета - сина Несуха - са друговима. Истом тимару припада и чифлук Несуха у селу Лаб-дереси.
Истим дефтером је наведено да дијелови ова три села су и тимари: Мурувета, сина Кула и Неџатија, сина диздара Несуха - који су посадници у тврђави Теочак.
1548. године забиљеженој је: Село Лаб-дереси, другим именом Угљевик, дакле, алтернативна два имена за то насеље. Стрница - није убицирано.
Послије пада Сребреника и Теочака 1521. године највјероватније исте године у састав турске царевине улази и простор Угљевика.
Историјски центар села Угљевик првобитно се развио на простору који данас административно припада засебном насељу Угљевичка Обријеж, тачније његовом засеоку Горња Обријеж. На топографским картама из периода прије Првог свјетског рата, топоним „Угљевик“ је позициониран у овом подручју, уз правилан низ стамбених објеката који се нижу дуж „царског друма“ – пута који се са локалитета познатог као „Нумера“ спушта према ријеци Јањи.
Године 1899. Аустроугарска администрација отвара рудник угља у Угљевику. Ради лакше експлоатације руде, у ратној 1916. години, гради пругу Угљевик - Босанска Рача.
Са отварањем рудника и изградњом рударског стамбеног насеља почетком 1920-их година, јужно од првобитне локације, долази до просторне и административне трансформације овог подручја. У том процесу, прво се јавља подјела на Доњи и Горњи Угљевик. Убрзо затим, Доњи Угљевик добија назив Угљевичка Обријеж, док се Горњи Угљевик током времена диференцира и именује као Угљевик Мајдан (а касније и као Угљевик Колона) и Угљевик Село (данас засебно насељено мјесто).
Изградњом пруге уског колосијека Угљевик – Босанска Рача и жељезничке станице у насељу Угљевик Мајдан, уз планску изградњу рударског насеља током периода Краљевине Југославије, Угљевик Мајдан добија прве урбане обрисе. У оквиру насеља подигнуте су вишестамбене зграде за смјештај радника, основна школа, жандармеријска станица, спортско игралиште, споменик краљу Александру I Карађорђевићу, почета је изградња објекта православне цркве и Соколског дома, што је представљало значајан корак у урбанизацији овог подручја. Упркос развоју, до почетка Другог свјетског рата Угљевик Мајдан је и даље административно припадао Општини Забрђе.
Током рата, након партизанског напада на усташке органе власти у Забрђу, у којем су уништени јавни објекти, власти Независне Државе Хрватске премјештају општинску управу у стратешки значајнији и боље брањени Угљевик Мајдан, због близине рудника и жељезничких објеката. У том периоду административни центар Општине Забрђе привремено се налазио у Угљевику.
Након завршетка Другог свјетског рата и територијалне реорганизације унутар нове социјалистичке управе, долази до оснивања Општине Угљевик, са административним центром у истоименом насељу.

## Географија
Стари Угљевик је некадашњи центар општине Угљевик. Стари Угљевик има пет засеока: Јаблани, Фалчићи, Дол, Драговићи и Баљак. Раније су још били Доња и Горња Обријеж или Доњи Угљевик до послије Другог свјетског рата, а сада је то одвојено село Угљевичка Обријеж. Средином овог простора протиче угљевичка ријека Дашница која се улива у ријеку Јању са њене десне стране. Центар општине је због експропријације угља, 1980-те године премјештен у новоизграђено насеље Угљевик, а у Старом Угљевику је одлуком Скупштине општине Угљевик забрањена даља градња.

## Становништво
Према попису становништва из 1991. године, мјесто је имало 1.126 становника.

## Познате личности
- Богић Богићевић, југословенски политичар, члан Предсједништва СФРЈ, предсједник Олимпијског комитета СР БиХ.

## Галерија
- Управна зграда Рудника Угљевик, саграђена 1921. године, са утоварном станицом.
- Поглед на рударско насеље Колонију — Мајдан у Угљевику, 1931. година.